# سام فان ديجيك
سام فان ديجيك (بالهولندية: Sam van Dijk)‏ (28 أغسطس 1996 - ) هو لاعب كرة سلة هولندي في مركز مدافع مسدد الهدف.

## وصلات خارجية
- سام فان ديجيك على موقع ريلجم (الإنجليزية)
- سام فان ديجيك على موقع بروبوليرز (الإنجليزية)